# Романов, Ростислав Александрович
Ростислав Александрович (11 (24) ноября 1902, Ай-Тодор, Крым, Российская империя — 30 июля 1978, Канны, Франция) — русский бухгалтер, князь императорской крови, пятый сын великого князя Александра Михайловича и великой княгини Ксении Александровны. Внук императора Александра III по материнской линии, и правнук императора Николая Первого по прямой мужской линии.

## Биография
Был назван этим нетипичным для Романовых именем потому, что его отец в то время командовал эскадренным броненосцем «Ростислав».
Во время Октябрьской революции князь Ростислав содержался под арестом вместе с родителями и бабушкой вдовствующей императрицей в Дюльбер в Крыму. Покинул Россию в марте 1919 года в ходе Крымской эвакуации 1919 года на линкоре британского Королевского флота «Мальборо». На Мальте они провели девять месяцев до переезда в Англию, а после поселились в г. Канны, Франция.
Князь Ростислав Александрович был женат трижды, первый раз на Александре Голицыной, второй на Элис Бейкер Эйлкен и последний раз на Гедвиге Еве Марии Гертруде фон Шаппюи. Он долгое время жил в США, работал бухгалтером. Ростислав Александрович умер в 1978 году во Франции, где он в то время жил. От первых двух браков у него остались сыновья Ростислав и Николай. Ростислав Ростиславович, в прошлом бизнесмен и банкир в Иллинойсе, был дважды женат и имел двух дочерей и сыновей. Николай Ростиславович занимался почтовым бизнесом, был дважды женат и имел двух сыновей и дочь.

### Браки
1 сентября 1928 года в Чикаго женился на княжне Александре Павловне Голицыной (7 мая 1905 — 5 декабря 2006). В браке родился один сын. Развелись 9 ноября 1944 года. 24 ноября 1944 года женился на Элис Бейкер Эйлкен (30 мая 1923 — 21 октября 1996). В браке родился один сын, развелись 11 апреля 1951 года. 19 ноября 1954 года женился на Гедвиге фон Шаппюи (6 декабря 1905 — 9 января 1997). От последнего брака детей не имел.

## Потомство
От первого брака с княгиней Александрой Павловной имел одного сына.
- Князя Ростислава Ростиславовича (род. 3 декабря 1938, Чикаго — 7 января 1999, Лондон)

От второго брака с Элис Бейкер Эйлкен имел одного сына.
- Князя Николая Ростиславовича (род. 9 сентября 1945, Чикаго — 9 ноября 2000, Лас-Вегас)

## Смерть

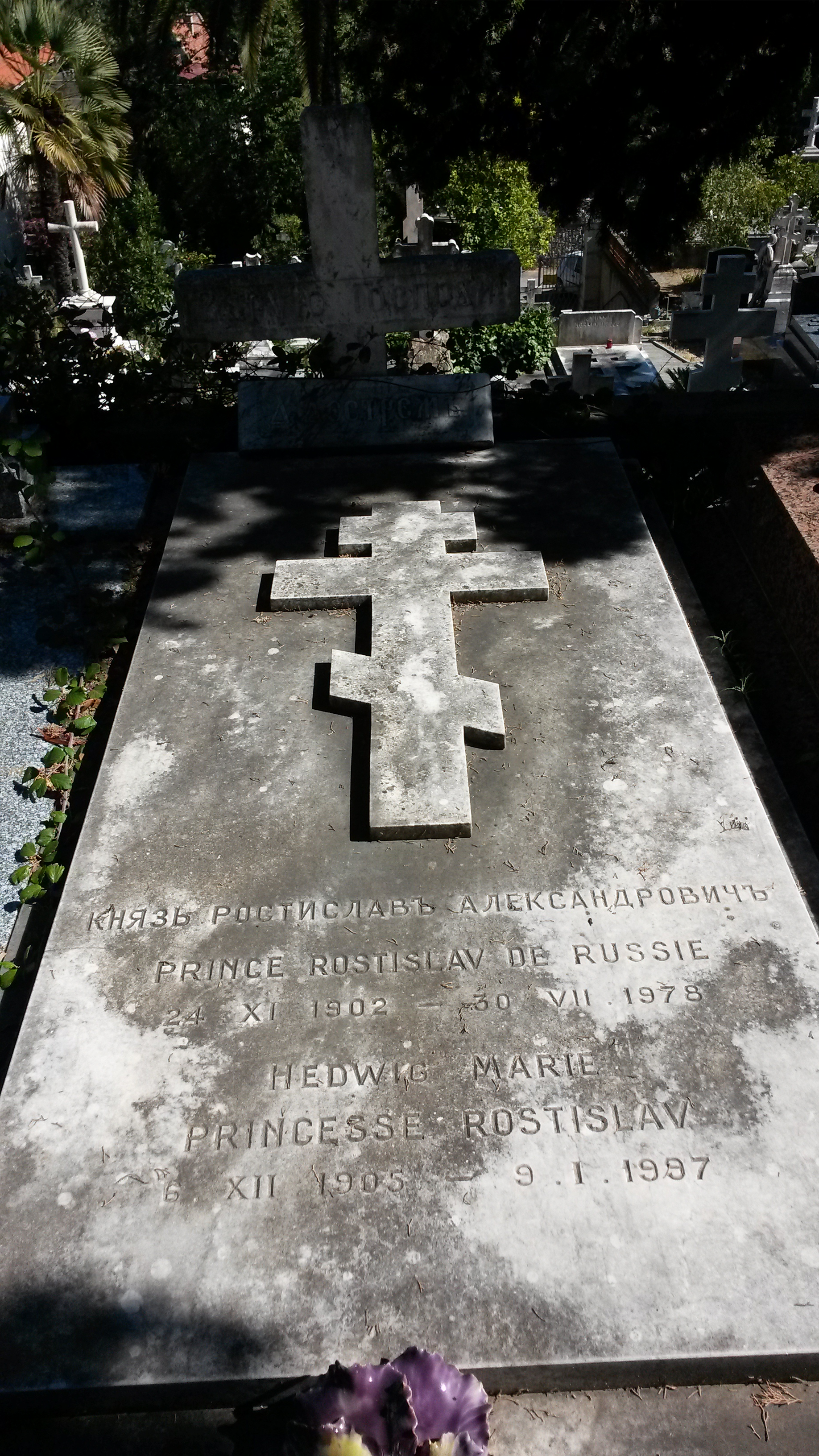
Могила Ростислава Александровича и его третьей жены Ядвиги Марии на Русском кладбище в Ницце

Князь Ростислав Александрович скончался 30 июля 1978 года в Каннах и был похоронен на русском кладбище Кокад в Ницце. Княгиня Ядвига умерла 9 января 1997 года и была похоронена рядом с мужем. Дольше всех из жен князя прожила его первая супруга, княгиня Александра Павловна, во втором браке г-жа Армор. Она умерла 5 декабря 2006 года в Лейк-Форесте, США.